# Ириней (Бануши)
Епи́скоп Ирине́й (алб. Peshkopi Irine, в миру Илия́ Бану́ши, алб. Ilia Banushi, греч. Ηλίας Μπανούσης; 18 августа 1906, Шкодер, Османская империя — 25 ноября 1973, Тирана) — епископ Албанской православной церкви, епископ Гирокастринский.

## Биография
Он происходил из семьи с валашскими корнями. В 1925 году окончил классическую гимназию в Шкодере.
В 1931 году окончил Цетинскую духовную семинарию, а в 1938 году — богословский факультет Белградского университета и вернулся в Албанию.
К 1938 году становится учителем богословия в семинарии Апостола Павла в Тиране, а преподавателем также латыни и истории в одной из гимназий в Тиране. Он также писал статьи для журналов: Predikimi и Jeta Kristiane.
В 1939 году После оккупации Италией Албании был арестован оккупационными властями и выслан в Италию. В 1940 году вернулся в Албанию и в 1941 году возобновил прежнее служение.
Новые власти намеревались назначить униатского епископа в состав Синода Албанской Православной Церкви при первой открывшейся вакансии. Илия ранее не желал принимать священного сана, тем более архиерейского, но был призван к этому митрополитом Христофором и, после недели молитв, решился принять епископство чтобы предотвратить назначение униата.
Он принял монашество с именем Ириней, и в 1942 году 30 января был рукоположен во диакона, 31 января — во пресвитера.
1 февраля в Наумовском монастыре близ Поградца поставлен во епископа Аполлонийского, викария Тиранской архиепископии.
12 июля 1945 года был назначен епископом Гирокастринским, но новые коммунистические власти не допустили его до служения. 
Арестован 28 октября 1946 года, в апреле 1947 года предстал перед военным судом. 17 апреля был приговорён к пяти годам тюремного заключения по обвинению в сотрудничестве с нацистами. В течение двух лет находился в тюрьме города Тираны. Вышел по амнистии, и был определен в санаторий, ввиду болезни туберкулёзом. С того же года - в изоляции в Дурресском Власиевском монастыре.
За отказ поставить во епископа кандидата назначенного по указке правительства, 22 августа 1952 года был арестован вновь. 9 апреля 1953 года снова осуждён на пять лет в тюрьме за неповиновение коммунистическим властям. 25 августа 1957 года был освобождён из тюрьмы и заключён в монастыре Арденица. Ему удалось сохранить обитель от разрушения её коммунистическими властями.
В 1967 году ему было позволено проживать в городе Люшне, где он работал счетоводом. 18 ноября 1973 года был доставлен в Тирану в критическом состоянии. Здесь он скончался 25 ноября 1973 года в доме племянницы.